# Дежнёвка (станция)
Дежнёвка — станция 4 класса Хабаровского региона Дальневосточной железной дороги, остановочный пункт Транссибирской магистрали. Находится на территории населённого пункта Дежнёвки Смидовичского района Еврейской автономной области.
Проходит федеральная автомагистраль Р297 «Амур».

## География
Ближайшие транспортные узлы:
- Тунгусский — ж/д станция	~ 4 км
- Совхозное — остановочный пункт	~ 5 км
- Волочаевка-2 — ж/д станция	~ 5 км
- Ключевое — остановочный пункт	~ 8 км
- Волочаевка-1 — ж/д станция	~ 10 км
- Николаевка — ж/д станция	~ 11 км